# Tamaʻaiga
Le terme de tama ʻaiga (également orthographié tamaʻaiga, en un seul mot) s’applique aux quatre plus hauts titres de l’aristocratie autochtone samoane (matai), et aux grands chefs qui les portent.

## Histoire
Le titre apparaît dans le dernier quart du XIXe siècle et formalise le statut des quatre dynasties alors prédominantes : Malietoa, Mataʻafa, Tupua Tamasese, et Tuimalealiʻifano. Il co-existe avec le terme de papa, qui recouvre les quatre titres dynastiques précédemment dominants : Gatoaʻitele, Tamasoaliʻi, Tui Aʻana, et Tui Atua. Du XVIe au XIXe siècle, ces quatre titres papa, s'ils étaient portés conjointement par une même personne, faisait de celle-ci le ou la tafaʻifa, ou 'chef suprême'. Le titre de tafaʻifa n'existe plus depuis le XIXe siècle, période au cours de laquelle de nouvelles lignées de chefs ont pris l'ascendant et sont devenus les tama ʻaiga.
Depuis l'indépendance des Samoa en 1962, la fonction honorifique de chef de l'État (o le Ao o le Malo) est toujours attribuée à l'un des quatre tama ʻaiga, bien que la constitution ne l'exige pas formellement. Mataʻafa Faumuina Mulinuʻu II, Tupua Tamasese Lealofi IV et Tupua Tamasese Tufuga Efi ont par ailleurs chacun été Premier ministre, exerçant le pouvoir exécutif réel.

### Chefs de l'État depuis 1962
| # | Nom                                     | Début mandat     | Fin mandat      |
| 1 | Tupua Tamasese Mea'ole                  | 1er janvier 1962 | 5 avril 1963    |
| 1 | Malietoa Tanumafili II                  | 1er janvier 1962 | 11 mai 2007     |
| 2 | Tupua Tamasese Tufuga Efi               | 20 juin 2007     | 25 juillet 2017 |
| 3 | Tuimalealiʻifano Va'aleto'a Sualauvi II | 25 juillet 2017  |                 |

## Source
- Morgan A. Tuimalealiʻifano, O Tama a ʻāiga: The Politics of Succession to Sāmoa's Paramount Titles, Suva : Institute of Pacific Studies (Université du Pacifique Sud), 2006,  (ISBN 978-982-02-0377-8)